# Bartolomé Sebastián Valero de Arroitia
Bartolomé Sebastián Valero de Arroitia   (segle XVI - Tarragona, 14 d'abril de 1568) fou un religiós i polític aragonès que, entre altres alts càrrecs, ostentà els d'arquebisbe de València i de Tarragona.

## Biografia
Nascut a Torrelacárcel (Regne d'Aragó), fill de Bartolomé Sebastián Luesma. Va estudiar a Bolonya. Va exercir d'inquisidor a Mallorca, Còrdova, Granada i Sicília. Aquí accedí a canonge de Sant Joan dels Eremites, a Palerm. El 9 de gener de 1549 fou nomenat bisbe de Patti, a Sicília. Participà en el Concili de Trento. Gaudí de bones relacions amb la casa reial espanyola, fou confessor de Carles V i col·laborador de Felip II, assumint diverses vegades el govern dels virregnats de Nàpols i de Sicília.

## Arquebisbe
El 1565 fou arquebisbe electe de València. L'1 d'octubre de 1567 fou nomenat arquebisbe de Tarragona. S'hi traslladà el desembre i només exercí durant 4 mesos perquè el va sorprendre la mort sobtadament el 14 d'abril de 1568. Fou enterrat al presbiteri de la Catedral de Tarragona.